# Eastman Automobile Company
Eastman Automobile Company war ein US-amerikanischer Hersteller von Automobilen.

## Unternehmensgeschichte
Henry F. Eastman hatte mit Alexander Winton zusammengearbeitet. Er experimentierte längere Zeit an Elektroautos und Dampfwagen. 1898 stellte er ein Elektroauto als Prototyp her. 1900 gründete er zusammen mit dem Karosserier H. Jay Hayes und einigen örtlichen Geschäftsleuten das Unternehmen in Cleveland in Ohio. Die Produktion von Dampfwagen begann. Der Markenname lautete Eastman. Im November 1900 endete die Kraftfahrzeugproduktion. Karosserien entstanden noch bis Mai 1901. Dann folgte die Reorganisation zur Eastman Metallic Body Company.
A. M. Benson übernahm die Fahrzeugabteilung und gründete die Benson Automobile Company in der gleichen Stadt.

## Fahrzeuge
Das Elektroauto wurde Electro Cycle genannt. Es war ein Dreirad mit vorderem Einzelrad. Gelenkt wurde mit einem langen Lenkhebel. Ein Rohrrahmen bildete die Basis. Die einsitzige Karosserie bestand komplett aus Stahl, möglicherweise eine Premiere für ein Fahrzeug aus Amerika.
Der Dampfwagen hatte einen Dampfmotor mit einem Zylinder. Er trieb über eine Kette die Hinterachse an. Die offene Karosserie bot Platz für zwei Personen.